# تشارلي تشان (ملحنة)
تشارلي تشان (بالإنجليزية: Charlie Chan)‏ هي ملحنة وعازفة بيانو أسترالية، ولدت في 1966 في ملبورن في أستراليا.

## وصلات خارجية
- تشارلي تشان على موقع ميوزك برينز (الإنجليزية)